# Magnus II van Mecklenburg
Magnus II van Mecklenburg (circa 1441 - Wismar, 20 november 1503) was van 1479 tot 1480 en van 1483 tot aan zijn dood hertog van Mecklenburg en van 1480 tot 1483 hertog van Mecklenburg-Schwerin. Hij behoorde tot het huis Mecklenburg.

## Levensloop
Magnus II was de derde zoon van hertog Hendrik IV van Mecklenburg en diens echtgenote Dorothea, dochter van keurvorst Frederik I van Brandenburg. 
Tegen het einde van zijn bewind wijdde Hendrik IV zich meer en meer aan zijn spilzuchtige levensstijl, terwijl hij de actieve regeringszaken grotendeels overliet aan zijn zonen Albrecht VI, Johan VI en Magnus II. Johan VI stierf reeds in 1474 en liet een verloofde na: Sophia (1460-1504), dochter van hertog Erik II van Pommeren. Later verloofde Magnus II zich met Sophia en op 29 mei 1478 vond hun huwelijk plaats.
Na de dood van zijn vader in 1477 erfde Magnus samen met zijn broer Albrecht VI het hertogdom Mecklenburg. De jongste broer Balthasar behoorde als coadjutor van het prinsbisdom Schwerin tot de geestelijke stand, maar verliet in 1479 de geestelijkheid en liet vervolgens zijn machtsaanspraken op Mecklenburg gelden tegenover Albrecht VI en Magnus. Na de bemiddeling van hun moeder beslisten de drie broers om in januari 1480 het hertogdom Mecklenburg onderling te verdelen. Albrecht VI kreeg het hertogdom Mecklenburg-Güstrow, dat de vroegere heerlijkheid Werle en enkele andere gebieden bevatte. Magnus II en Balthasar behielden het overige deel van Mecklenburg, het hertogdom Mecklenburg-Schwerin, en regeerden samen. Na de dood van Albrecht VI in 1483 werd het hertogdom Mecklenburg herenigd. Het was vooral Magnus die zich bezighield met de regeringszaken in het hertogdom Mecklenburg, terwijl Balthasar alles vermeed wat met regeren te maken had. 
Door de spilzuchtige levensstijl van zijn vader had het hertogdom Mecklenburg een hoge schuldenberg gekregen. Magnus wilde deze schuldenberg doen dalen en deed dit door zijn koninklijke huishouding in te perken en door goederen en regalia te verpandden. Om zijn financiën op orde te brengen voerde hij ook een buitengewone Beden in: waarbij goederen door de horigen naar de havezate mochten gebracht worden. Dit veroorzaakte spanningen met hanzesteden als Rostock en Wismar, die een meer onafhankelijke positie wilden. 
In 1487 brak er een opstand uit in Rostock, de zogenaamde Kathedraalvete van Rostock. De aanleiding was de stichting van een kapittelkerk op de plaats waar zich de Sint-Jacobskerk bevond. Met deze actie wilde Magnus de financiering van de universiteit in de stad verzekeren, evenals zijn machtspositie in de stad. Op 12 januari 1487, de dag waarop de kerk moest ingewijd worden, werd de proost van Rostock op straat vermoord. Hoogwaardigheidsbekleders die voor de wijding aanwezig waren moesten de stad ontvluchten en Magnus moest voor zijn eigen leven vrezen toen zijn entourage werd aangevallen. Zijn leven werd gered door een lijfwacht die zich op Magnus wierp tijdens het strijdgewoel. De opstand duurde tot in 1491, waarna rebellenleider Hans Runge samen met drie opstandelingen werd terechtgesteld en de stad Rostock de kapittelkerk moest erkennen. De excommunicatie en het interdict van de stad die Magnus II en Balthasar bij paus Innocentius VIII en de keizer Frederik III hadden verkregen, werden opgeheven.
Naast vetes in eigen land, had Magnus ook disputen met naburige vorsten en hun vazallen, die zoals in die tijd gebruikelijk was gingen over erfenissen, leengoederen en grensconflicten. Hij nam eveneens deel aan veldslagen of aan bemiddelingspogingen tussen de betrokken partijen in een dispuut. Tijdens zijn bewind voerde Magnus II ook projecten door die gericht waren op het verbeteren van de economische positie van het hertogdom Mecklenburg, zoals het voorgestelde kanaal dat de Oostzee via de Elbe moest verbinden met de Noordzee via de Schweriner See. De verbetering van het Mecklenburgse muntenstelsel moest Magnus echter definitief uitstellen door het gebrek aan financiering. In 1492 bevestigde Magnus II het verdict waarin 27 Joden in Sternburg ter dood veroordeeld werden na de beschuldiging van het ontwijden van bloedende hosties, waarna ze op de brandstapel werden verbrand.
In november 1503 stierf Magnus II in de stad Wismar. Hij werd bijgezet in de Munster van Bad Doberan.

## Huwelijk en nakomelingen
Op 29 mei 1478 huwde Magnus II met Sophia (1460-1504), dochter van hertog Erik II van Pommeren. Ze kregen zeven kinderen:
- Hendrik V (1479-1552), hertog van Mecklenburg-Schwerin
- Dorothea (1480-1537), abdis in het klooster van Ribnitz
- Sophia (1481-1503), huwde in 1500 met hertog Johan de Standvastige van Saksen.
- Erik II (1483-1508), hertog van Mecklenburg
- Anna (1485-1525), huwde in 1500 met landgraaf Willem II van Hessen en daarna in 1519 met graaf Otto van Solms-Laubach
- Albrecht VII (1486-1547), hertog van Mecklenburg-Güstrow
- Catharina (1487-1561), huwde in 1512 met hertog Hendrik IV van Saksen